# Nisjnij Novgorod Stadion
Nisnij Novgorod Stadion er et stadion i Nisjnij Novgorod i Rusland, beliggende ved bredden af Volga. Stadionet blev bygget op til Ruslands værtsskab ved VM i fodbold 2018, og blev indviet samme år. Efter VM ventes stadion at blive hjemmebane for klubben Olimpijets Nisjnij Novgorod.
Byggeriet af Nisjnij Novgorod Stadion startede i 2015, og blev afsluttet i 2018. Den samlede pris for stadionets etablering ventes at ligge på knap 18 milliarder rubler.

## VM i 2018
Som et ud af i alt 12 stadioner blev Nisjnij Novgorod Stadion udvalgt som spillested ved VM i fodbold 2018. Det blev besluttet, at stadion skulle lægge græs til fire gruppespilskampe, én 1/8-finale og én kvartfinale.

## Galleri
- Udenfor Nisjnij Novgorod Stadion.
- Nisjnij Novgorod Stadion under opførsel (2017).
- Nisjnij Novgorod Stadion med Volga i forgrunden.